# Lodovico Mantegna
Pour les articles homonymes, voir Mantegna.
Lodovico Mantegna  ou Ludovico Mantegna (né à une date inconnue v. 1460/1470 à Mantoue et mort en 1510) est un peintre italien de l'école de Mantoue, qui a surtout été actif dans sa ville natale.

## Biographie
Lodovico Mantegna est le frère de Francesco Mantegna et le premier fils d'Andrea Mantegna. Tous les deux ont été peintres et élèves de leur père.
En 1506, après la mort de son père, Lodovico dresse l'inventaire des œuvres restées dans l'atelier et en particulier mentionne un « Christ peint en raccourci » (La Lamentation sur le Christ mort), qu'il avait peut-être prévu pour son enterrement. Pour cette raison le tableau a été exposé à la tête de son catafalque pendant ses obsèques ainsi que la Sacra FamigIia e la famiglia del Battista et il Battesimo di Cristo.